# Деметрий (син на Филип V)
Вижте пояснителната страница за други личности с името Деметрий.
Деметрий (на старогръцки: Δημήτριος; на латински: Demetrius) е син на македонския цар Филип V, по-млад от брат си Персей, но, за разлика от него, от законен брак (Персей е син на конкубина на царя).
Роден е към 206 г. пр. Хр. Името на майка му не е известно.
Деметрий е сред високопоставените заложници, изпратени от баща му в Рим през 197 г. пр. Хр. като цена за примирието след поражението при Киноскефале. Шест години по-късно е пуснат да се върне в родината си като ответен жест за помощта, която Филип V оказва на римляните във войната с Антиох III и Етолия.
През 184 г. пр. Хр. Деметрий отново е изпратен в Рим, този път с дипломатическа мисия. Възползвайки се от доброто отношение на римските сенатори, помага на баща си да задържи Деметриада и други спорни територии в Тесалия, за които тесалийците пледират пред Сената.
Деметрий е убит в края на 181 г. пр. Хр. по заповед на Филип V, поради подозрения, че се стреми да узурпира властта с помощта на Рим. Според тенденциозния Ливий, основен източник за това събитие, доказателствата срещу Деметрий са фалшифицирани от неговия брат и съперник за престола Персей.